# Valeria Vera
Valeria Cañedo Vera (Ciudad de México; 12 de marzo de 1979) es una actriz mexicana.

## Carrera
Desde los 6 años ingresó al taller de arte de Televisa bajo la dirección de Martha Zavaleta, donde practicó disciplinas como ballet, jazz, esgrima, canto, actuación, manejo escénico, entre otras. Entre los profesores se encontraba Irma Montero, Gabriela Cárdenas y Jorge Becerril, además hubo un taller de mambo impartido por Adalberto Martínez "Resortes".
A los 11 años formó parte el grupo musical A.T.M. junto con Horacio e Israel, compañeros del mismo taller, un proyecto creado por Mildred Villafañe en 1990, quien también produjo a Flans. Con ellos grabó su primer disco de diez canciones que incluía los sencillos como “Decido Yo” y “Te Amo”. Con este proyecto grabó en España con uno de los músicos de Olé Olé y se presentó en varios programas mexicanos de la época como Siempre en Domingo (conducido por Raúl Velasco), En Familia con Chabelo, La hora marcada, En Vivo con Ricardo Rocha, Esta mañana, Aquí Entre Nos, Hoy y Al Fin de Semana, entre otros.
A finales de 1992 el proyecto se disuelve debido al cierre de Melody.
Posteriormente, en 2001, después de haber participado en la telenovela peruana Boulevard (1997), de la mano de Jorge D’alessio conformó el grupo B.A.S.E. junto con Dann, Lui, Gerson y Tana, en el cual también empezó a componer. El grupo prácticamente se autogestionó así mismo, desde la musicalización y vestuario hasta las coreografías, presentándose en programas como Hoy y yendo de gira con la Rockcola Coca-Cola para a presentarse ante cien mil espectadores. Publicaron un disco de once canciones con los sencillos “Pisando Raya” y “Niña Rebelde”.
En 2003, escribió el tema de la telenovela de Televisa CLAP, El lugar de tus Sueños, protagonizada por Ana Layevska, Ari Borovoy, Kika Edgar y Lidia Ávila. En 2004, gracias a Gerardo Quiroz y Juan Carlos "El Borrego" Nava hizo casting para el papel de Anybody’s (que en la producción mexicana se llamaba X), cuando acompañó a unos amigos a la audición de Amor sin Barreras.
Después de esta obra y participar en la telenovela Mujer de madera (2004), deja de actuar, y se dedica a ser asistente de producción en Endemol con el fin de estudiar actuación en Estados Unidos, pero cuando la aceptan en la academia y además le llega una invitación para un curso profesional para extranjeros, se le presenta la oportunidad de participar en Hoy No me Puedo Levantar de Nacho Cano en el 2006, por lo que decide quedarse en México a representar el papel de Patricia Luli.
En los años siguientes amplio su experiencia en teatro con su participación en las obras Chicas Católicas (2007), Avenue Q (2008), Show Roxana Castellanos, 7 Mujeres (2011), Ni princesas Ni esclavas (2011) y Divorciadas (2011). Además de participar en las películas Pamela (2008) y Casi divas (2008).
En el 2012 se integra al elenco de El Albergue, un programa de comedia donde compartió créditos con Héctor Suárez, María Rojo y Anabel Ferreira, en el que interpretaba el personaje de Crescencia. En el mismo rubro de comedia participó en la segunda temporada de María de Todos los Ángeles en el 2013.
También en ese año se estrena como conductora del programa Nuestro Día, y participa en la obra Spelling Bee, marcando su regreso al teatro musical, al año siguiente participa en Rockpunzel, en el 2017 en El Otro Lado de la Cama y en el 2018 en Los 40 el Musical.
En 2014, debutó como directora en la obra de microteatro “Putísimas las señoritas y se casaron de blanco”, perteneciente a la temporada Por tus vecinos. Posteriormente también dirigió “No te metas con mi tiara” de la temporada Por Fantasía (2014), “Martes 13” de la temporada Por Amor (2014) en Microteatro Veracruz y “A dónde nos lleve el viento” de la temporada Por Amor (2015).
Además, durante el 2014 participó en la obra Recuerdos Robados y El Cairo, así como en la película Estrellas Solitarias.
En 2015 presentó en Broadway Que no se culpe a nadie de mi muerte, una historia de Humberto Robles en el que interpreta a cinco personajes: la abuela, la madre, el novio, la hermana y la protagonista. Durante el mismo año la presentó en México, y la volvió a realizar en el 2017 en el Foro Shakespeare.
A finales del 2015 presentó “Puntos Suspensivos”, una obra de microteatro perteneciente a la temporada Por los Superhéroes, escrita por ella y dirigida por Cecilia Suárez.
También durante el 2015 participó en los programas de televisión El Torito y El Incorrecto; en el cine en Los Reyes del Juego y Elvira, te daría mi vida pero la estoy usando; y en teatro en el Otro Sentido, Amoratados y “El Triste” de la temporada de microteatro Por Música.
También ha hecho doblaje en las series Boogie Beebies (Doblaje) (2004-2006) y The Awesomes (Doblaje) (2013-2015).
Durante el 2016 dirigió El Guan está en la cárcel de Claudia Romero y produjo Diez Siempre Juntos – Tributo a Mecano el cual tuvo una segunda temporada en el 2017. Además trabajó en las películas El sueño de Mara’akame, Macho y La vida inmoral de la pareja ideal.
En el 2017 participó en la quinta temporada del programa de televisión El señor de los cielos donde interpretó a Zoe, en cine con El viaje de Keta, y en teatro con Rotterdam y El otro lado de la cama.
En el 2018 comenzó a trabajar en la adaptación estadounidense de la telenovela colombiana Yo soy Betty, la fea llamada Betty en NY en el que interpretaba el papel de Sandra Fuentes quien es parte del grupo de amigas de Betty.
Asimismo, durante el 2018 participó en la película Todo Mal, también conocida como Moctezuma y yo, y en la obra musical Los 40 El Musical.
A mediados del 2019 se casó en Zacatlán de las Manzanas, Puebla, con Lucia Cano, donde Jannette Chao compuso una canción para la ceremonia.
A finales del 2019 realizó otra vez Ni princesas ni esclavas junto con Marcela Morett y Sandra Sánchez, bajo la dirección de Juan Ríos.

## Filmografía
| Año       | Programa                   |  |
| --------- | -------------------------- |  |
| 1997      | Boulevard                  |  |
| 2004      | Mujer de Madera            |  |
| 2012      | El Albergue                |  |
| 2013      | María de todos los Ángeles |  |
| 2015      | El Torito                  |  |
| 2015      | El Incorrecto              |  |
| 2017      | El señor de los cielos     |  |
| 2018-2019 | Betty NY                   |  |
| 2020      | Erre, La Serie             |  |
| 2020      | La Casa de Las Flores 3    |  |

| Año  | Película                           |
| ---- | ---------------------------------- |
| 2008 | Pamela                             |
| 2008 | Casi Divas                         |
| 2014 | Estrellas Solitarias               |
| 2015 | Los Reyes del Juego                |
| 2016 | El sueño de Marakame               |
| 2015 | Elvira                             |
| 2016 | Macho                              |
| 2016 | La vida inmoral de la pareja ideal |
| 2017 | El viaje de Keta                   |
| 2018 | Moctezuma y yo                     |

| Año       | Programa       |
| --------- | -------------- |
| 2013-2015 | Awesomes       |
| 2004-2006 | Boggi Beebies  |
| 2023      | Fuga de reinas |

| Año       | Obra                                                                                     | Notas            |
| --------- | ---------------------------------------------------------------------------------------- | ---------------- |
| 2004      | Amor sin Barreras                                                                        |                  |
| 2006      | Hoy no me puedo levantar                                                                 |                  |
| 2007      | Chicas Católicas                                                                         |                  |
| 2008      | Avenida Q                                                                                |                  |
| 2009      | Show Roxana Castellanos                                                                  |                  |
| 2011      | 7 Mujeres                                                                                |                  |
| 2011      | Ni princesas Ni esclavas                                                                 |                  |
| 2011      | Divorciadas                                                                              |                  |
| 2013      | Spelling Bee                                                                             |                  |
| 2014      | Recuerdos Robados                                                                        |                  |
| 2014      | Rockpunzel                                                                               |                  |
| 2014      | Putísimas las señoritas y se casaron de blanco. Microteatro México, temporada. “Vecinos” | Directora        |
| 2014      | No te metas con mi tiara. Microteatro México, temporada “Por Fantasía”                   | Directora        |
| 2014      | Martes 13. Microteatro Veracruz, temporada “Por Amor”                                    | Directora        |
| 2014      | El cairo                                                                                 |                  |
| 2015      | A dónde nos lleve el viento. Microteatro México, temporada "Por Amor"                    | Directora        |
| 2015      | El triste. Microteatro México, temporada “Por Música”                                    |                  |
| 2015      | AmorAtados                                                                               |                  |
| 2015      | El Otro Sentido                                                                          |                  |
| 2015      | Puntos Supensivos                                                                        | Escritora/Actriz |
| 2016      | El guan está en la cárcel                                                                | Directora        |
| 2015      | Que no se culpe a nadie de mi muerte                                                     |                  |
| 2016-2017 | Diez Siempre Juntos – Tributo a Mecano                                                   | Productora       |
| 2017      | Róterdam                                                                                 |                  |
| 2017      | Que no se culpe a nadie de mi muerte                                                     |                  |
| 2017      | El otro lado de la cama                                                                  |                  |
| 2018      | Los 40 El musical                                                                        |                  |
| 2019      | Ni princesas Ni esclavas                                                                 |                  |
| 2023      | Siete Veces Adiós                                                                        |                  |